# Accident nuclear de Palomares
L'accident nuclear de Palomares del 17 de gener de 1966, pels volts de les 10.30h, fou tot primer un xoc entre dues aeronaus de l'USAF damunt el territori de Palomares (Almeria). L'esdeveniment esdevingué un accident nuclear per la dispersió de material nuclear contingut en les bombes atòmiques que transportava una de les aeronaus. L'accident en el seu moment atragué l'atenció de les més altes figures del govern espanyol. El fet té encara avui seqüeles de contaminació radioactiva amb un cert risc per a la salut ambiental sobre parts d'aquest territori.

## L'accident
Durant una operació d'aprovisionament de combustible dos avions es van tocar en vol a una altitud 30.000 peus, en el curs d'unes maniobres de la Força Aèria Nord-americana. Eren un Boeing KC-135 Stratotanker, i un Boeing B-52 Stratofortress. En el sinistre, que va tenir lloc el matí del 17 de gener, ambdós avions es van desintegrar instantàniament i van caure en flames sobre la terra i la mar. Set tripulants hi van morir i quatre van aconseguir de saltar en paracaigudes. El Bombarder B-52 portava quatre bombes termonuclears que caigueren, tres a terra i una al mar.
Les tres bombes que caigueren en terra van caure a zones habitades, així passà que un tros acabés per fer de pitjapapers, o que els nens juguessin al voltant del giny, i que un membre de la Guàrdia Civil es tapés a la nit amb el paracaigudes de la bomba. Cadascuna de les bombes tenia una potència d'1,5 megatones, unes 100 vegades la de les bombes d'Hiroshima, o Nagasaki.

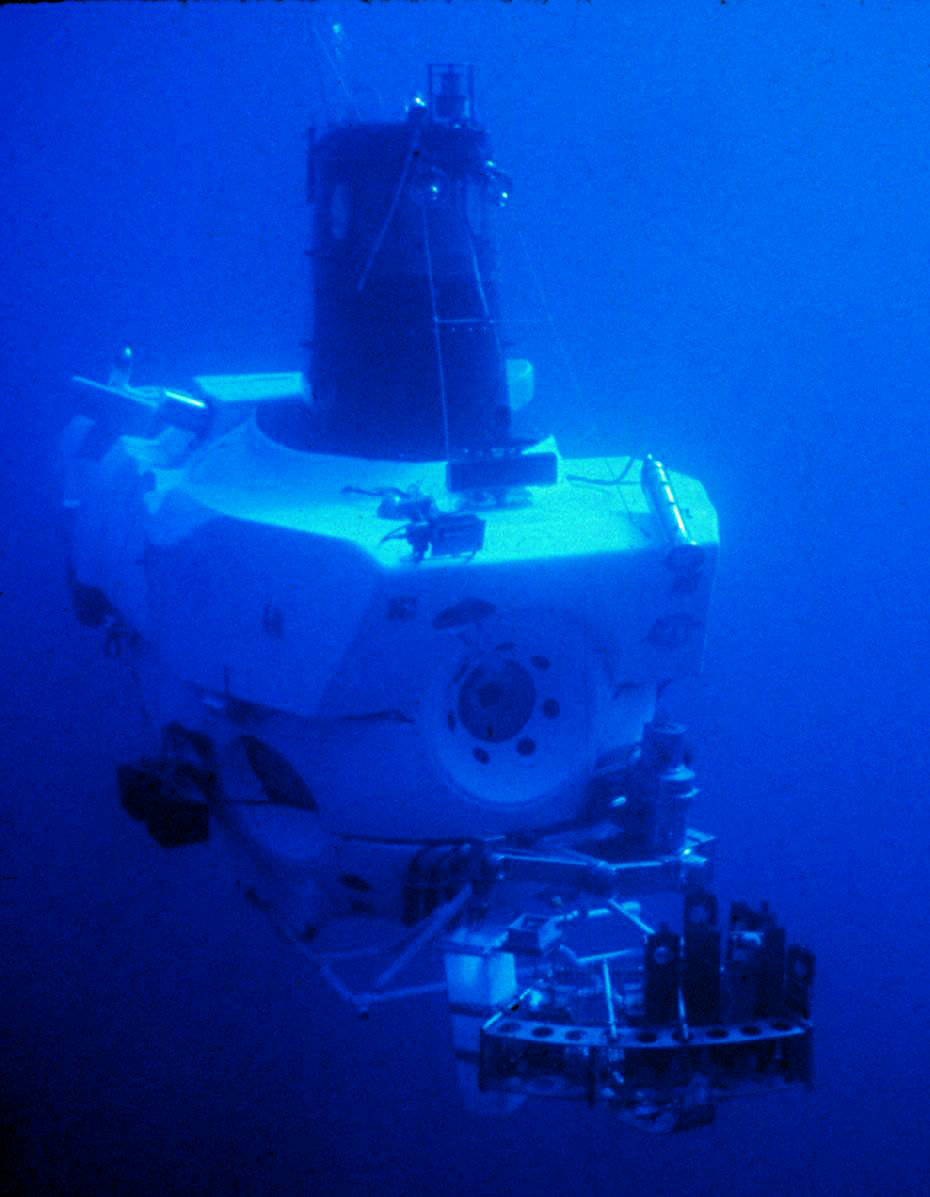
El submergible Alvin

Pel que fa a la bomba caiguda a la mar va poder ser retrobada només gràcies a la intervenció d'uns pescadors que l'havien vista caure.
Sembla que es va produir una fuita d'elements radioactius, per la qual cosa la zona encara està sota la vigilància del CSN, i el govern espanyol, el 2004, va expropiar cap a 9 hectàrees afectades per l'accident. El B-52 transportava almenys quatre, potser cinc, bombes termonuclears B28RI d'1,5 megatones—quatre bombes Mk28 segons Raimon Guitart. Dues van restar intactes, una a terra i l'altra a mar, i van ser recuperades. Es diu que la de la mar va ser recuperada per un pescador local, però probablement ho va fer el minisubmarí Alvin de la US Navy a 869m de profunditat i a 5 milles de la costa (potser, seguint les instruccions de Francisco Simó Orts, qui havia presenciat l'accident, veí d'Águilas, Múrcia, conegut com a "Paco el de la bomba", mort el 2003). A part d'aquest minisubmarí sembla que també hi van participar l'Aluminaut i el CURV-I (cable-controlled underwater recovery vehicle), altres dos submarins petits. Altres dues bombes van caure en el sòl prop del poble i els explosius convencionals van detonar, escampant uns 20 quilograms—4,5 kg segons R. Guitart— de plutoni altament radioactiu pels voltants: és extremadament difícil que una bomba nuclear o termonuclear esclati accidentalment, però els explosius de tir i implosió que conté sí que poden fer-ho amb una relativa facilitat. Això va costar a l'exèrcit nord-americà una operació de neteja de 80 milions de dòlars de l'època, retirant 1.400 tones de terra i tomateres que van ser transportades a Savannah River. Es calcula que el 15% del plutoni, uns 3 kg en òxids i en nitrats, fou espargit en forma polvoritzada i va ser irrecuperable. Actualment, Palomares és la localitat més radioactiva d'Espanya i de tot Europa. Manuel Fraga Iribarne, ministre del turisme en l'època, feu la famosa astracanada de banyar-se en les seves platges perquè el turisme no s'espantés, probablement sabent que l'efecte de la radioactivitat en aquests casos no és puntual, sinó acumulatiu.
El govern franquista tampoc no va fornir cap protecció de cap mena als guàrdies civils que van participar en la neteja, protecció que sí que duia el personal nord-americà. El plutoni-239 -l'utilitzat per a les armes nuclears- en estat alfa té un període de semidesintegració de 24.100 anys. No s'han fet estudis epidemiològics sobre malalties associades a la radioactivitat i a la toxicitat química del plutoni ni a escala local ni entre els guàrdies civils que van participar en la neteja. La dictadura, sota pressió del Govern dels Estats Units, va mantenir secrets els reports de monitoratge mèdic fins que el govern socialista finalment els va fer públics el 1986. Prop del 29% de la població de Palomares presenta traces de plutoni en l'organisme. En l'actualitat hi ha alguna urbanització turística pels voltants, prou a prop perquè els nois hi juguin, i els cotxes passin aixecant pols que entra al circuit dels climatitzadors. No obstant això, el Consell de Seguretat Nuclear espanyol ha prohibit la construcció a les zones més afectades. Malgrat el cost i el nombre de personal implicat en la neteja, quaranta anys després encara resta traces de la contaminació. S'ha observat que hi ha caragols amb nivells anormals de radioactivitat. També s'han assignat extensions addicionals de terra per a fer-hi proves i una neteja més profunda. No obstant això, no s'han descobert indicis de problemes de salut entre la població local a Palomares.
Mesures recents relatives a la presència de plutoni (que es dissol molt malament en l'aigua) en el plàncton del Mediterrani Espanyol han fet pensar a molts científics que hi va haver una cinquena bomba, mai recuperada i amagada pels Estats Units als governs de la democràcia.
Sembla que la recompensa promesa a Francisco Simó pels Estats Units mai no s'ha pagat, les prestacions mèdiques a la població exposada a la radioactivitat ha estat molt deficients, la indemnització per estralls s'ha reduït a l'expropiació de les terres afectades. Segons R. Guitart s'hauria indemnitzat 536 afectats amb uns 700.000 dòlars i a Simó Orts li haurien donat 14.566 dòlars.
Un accident similar - l'accident de Thule - va ocórrer el 21 de gener de 1968 en la base aèria de Thule, a Grenlàndia. Un accident en pista va provocar l'incendi i posterior explosió del B52, que duia 4 bombes B28 com les de Palomares. Aquí sí que es va fer estudi epidemiològic i la taxa de càncer entre els treballadors que van participar en la neteja era 50% superior a la de la població general. Va haver-hi també reports d'esterilitat i altres trastorns associats a la radioactivitat.
Palomares és l'accident "Broken Arrow" (pèrdua total d'armes nuclears) més greu de la història, que es conegui. Ja el 1961 hi havia hagut un altre Broken Arrow a Carolina del Nord, en aquest cas amb dues bombes d'urani.

## El bany de Fraga el 8 de març
Una de les imatges més sovint associades amb aquest accident és la de l'aleshores ministre d'Informació i Turisme del Govern del general Franco, Manuel Fraga Iribarne, banyant-se a la platja de Palomares amb l'ambaixador dels Estats Units, Angier Biddle Duke, amb la finalitat d'emmudir les rumors segons les quals l'aigua havia estat contaminada. Aquest bany fou filmat i fotografiat i mostrat reiteradament a Espanya com a prova de normalitat. Sobre aquest bany s'ha parlat molt, fins i tot posant-lo en dubte, en particular pel que fa al lloc on es produí, i amb ball de dates.
És força habitual, en notícies de les últimes dècades sovint lligades a aniversaris en què s'esmenta com a efemèride, situar-lo erròniament en el 7 de març de 1966, i arriben a donar-ne la data del 9 de març. Les referències més properes al moment dels fets, i en particular la crònica d'un dels periodistes assistents, donen clarament la data del 8 de març. El periodista en qüestió és Mateo Madridejos qui en va fer la cobertura enviat per Tele/eXpres i ho va explicar en el 46è aniversari, el 2012. La determinació de la data ve reforçada pel fet que moltíssimes de les cròniques coincideixen en afirmar que, el mateix dia, Fraga va inaugurar el Parador de Mojácar, fet que va produir-se dimarts 8 de març de 1966.
Pel que fa a les circumstàncies del bany, les opinions que posen en dubte la versió oficial estan influenciades pel fet que aquell dia es van produir tres banys d'autoritats: un matinal de l'ambaixador americà, portant un casquet de bany, a la mateixa platja del Parador de Mojàcar on estava allotjat, un segon de Fraga amb l'ambaixador Duke i altres personalitats com el periodista Carlos Sentís, que va ser el més recollit en imatges, i un tercer bany, una mena d'apèndix del segon, provocat per l'arribada tardana del tinent general de la Zona Aérea del Estrecho, Antonio Llop Lamarca, que va forçar una nova entrada a l'aigua per ser captat pels mitjans. El reconeixement dels llocs que surten en les imatges permeten situar el primer bany a la platja de Mojácar i els recollits pel NO-DO i altres mitjans a la zona de la platja de Quitapellejos a Palomares.

## Investigació
Aquest incident ha estat objecte d'operacions de desinformació, que juntament amb la propaganda franquista d'aquella època varen mirar de llevar importància als fets. Isabel Álvarez de Toledo, Duquessa de Medina-Sidonia, que investigà sobre aquests fets i va conscienciar-ne la població fou perseguida per les autoritats franquistes.
El març de 2009, la revista Time asseverà que l'accident de Palomares fou un del “pitjors desastres nuclears” del món i la revista Independent va qualificar Palomares com el municipi més radioactiu de tot Europa, atès el tipus de desintegració nuclear del plutoni que fa que la zona n'augmenti la perillositat amb el pas del temps. El 2015 Madrid i Washington han firmat un principi d'acord pel qual els Estats Units es comprometen a netejar i endur-se per mar la terra contaminada.
El febrer de 2020 Ecologistes en Acció reclamà a l'Audiència Nacional Espanyola i aquesta demanà al Consell dels Ministres que es desclassifiqués l'expedient sobre la recuperació de la zona contaminada. El "Plan de Rehabilitación de Palomares" havia estat considerat oficialment com a secret d'Estat des que el Consell de Seguretat Nuclear (CSN) el va aprovar el maig de 2010. L'argument d'aquesta classificació fou que els treballs de descontaminació encara no s'havien acabat. Ecologistes en Acció argumentà però que tota documentació anterior a 2010 sí que es podria desclassificar puix que el darrer Pla de Rehabilitació s'havia aprovat el 5 de maig de 2010 i s'acabaria a la fi de 2021.

## Arxiu de Jordi Bigues sobre Palomares
L'any 2016 Jordi Bigues va fer donació a l'Institut d'Història de la Ciència (centre de recerca de la Universitat Autònoma de Barcelona) del seu arxiu sobre Palomares.
Jordi Bigues, com a membre de la junta directiva de Greenpeace-España, va coordinar a mitjan anys 1980 la campanya en favor dels veïns de Palomares (Almeria), quan era a punt de vèncer el termini d'indemnització a les víctimes de l'accident nuclear del 17 de gener de 1966. L'arxiu Bigues-Palomares conté documents molt diversos, tant personals com oficials i públics. Aquest arxiu s'ha digitalitzat i és consultable al Dipòsit Digital de Documents del Servei de biblioteques de la UAB.